# Pomnik Jana Pawła II w Rybniku
Pomnik Jana Pawła II w Rybniku – pomnik papieża Jana Pawła II znajdujący się w Śródmieściu miasta na Placu Jana Pawła II przed bramą główną bazyliki św. Antoniego Padewskiego.

## Historia
Inicjatywa budowy pomnika została podjęta w 2001 roku przez rybnickich działaczy samorządowych; powstał wówczas komitet honorowy budowy pomnika. 4-metrowy pomnik, wykonany z brązu, został odsłonięty 16 października 2005 roku w 27 rocznicę wyboru kardynała Karola Wojtyły na papieża; jego autorem jest śląski artysta rzeźbiarz Zygmunt Brachmański.
W czasie uroczystości państwowych i religijnych przed pomnikiem składane są kwiaty (np. w czasie obchodów stulecia bazyliki w Rybniku w dniu 13 czerwca 2007 roku, w trakcie obchodów 89. rocznicy bitwy warszawskiej w dniu 15 sierpnia 2009 roku i obchodów Narodowego Święta Niepodległości w dniu 11 listopada 2010 roku z udziałem  władz miasta).